# Maria de la Paz di Borbone-Spagna
Maria de la Paz di Borbone-Spagna, in spagnolo María de la Paz de Borbón y Borbón (Madrid, 23 giugno 1862 – Monaco di Baviera, 4 dicembre 1946), è stata una principessa spagnola, figlia della regina Isabella II di Spagna. Sposò il principe Ludovico Ferdinando di Baviera, suo primo cugino, e visse il resto della sua vita in Germania, dedicando la sua vita alla famiglia, ad opere di carità e a scrivere poesie.
Scrisse inoltre un libro di memorie, Attraverso quattro rivoluzioni: 1862-1933.

## Biografia

### Infanzia
Nata nel Palazzo Reale di Madrid il 23 giugno 1862, l'infanta Paz era la terza figlia sopravvissuta della regina Isabella II e del marito Francesco d'Assisi. All'età di sedici anni, Isabella II era stata costretta a sposare Francesco d'Assisi, duca di Cadice, che era suo primo cugino; essa d'altronde disprezzava il marito effeminato e trovò uno sfogo alla sua natura passionale in una serie di amanti. La sua relazione con il consorte ed i suoi figli fu fredda e formale; Isabella II era invece preoccupata per il suo regno turbolento e la sua vita privata fu caratterizzata da periodi di slanci d'affetto verso la prole e l'approccio distaccato verso i bambini tipico dell'epoca.
Gli storici ritengono che il padre biologico di Maria de la Paz fosse il diplomatico e politico Miguel Tenorio de Castilla, segretario della regina Isabella per molti anni.
L'infanta Paz, col tempo, venne probabilmente a conoscenza della reale identità del padre; nel 1890, ormai vecchio, Tenorio de Castilla si stabilì in una suite nell'ala meridionale del castello di Nymphenburg, residenza di Maria. Egli visse a Monaco per ventisei anni, fino alla sua morte avvenuta l'11 dicembre 1916, e lasciò in eredità tutti i suoi averi a Maria de la Paz, che li accettò in qualità di sua erede universale.
Paz venne battezzata da Cirilo de Alameda y Brea, arcivescovo di Toledo, con i nomi di María de la Paz Juana Amelia Adalberta Francisca de Paula Juana Bautista Isabel Francisca de Asis; sua madrina fu la zia paterna, l'infanta Amalia Filippina, principessa di Baviera. Nei suoi primi anni Maria de la Paz venne cresciuta assieme alle sorelle Pilar ed Eulalia in un'ala del palazzo reale; nell'atmosfera informale della rigida corte spagnola, le piccole infante avevano pochi contatti con i loro genitori.

### Gioventù

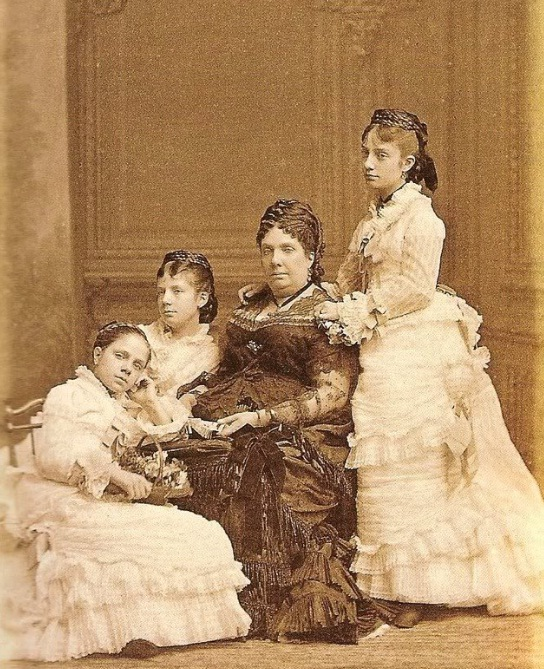
Isabella II con le tre figlie minori: Pilar, Paz ed Eulalia; anni 1870

Nel 1868, quando aveva solo sei anni, Maria de la Paz e i suoi famigliari furono costretti a lasciare la Spagna per la rivoluzione che costò il trono alla regina Isabella II; la famiglia reale si trovava in quel momento a San Sebastián e il 30 settembre 1868 attraversò il confine e si recò in esilio in Francia. Isabella si stabilì a Parigi con i figli, mentre il marito Francesco d'Assisi andò a vivere ad Epinay. L'infanta Paz proseguì la sua istruzione assieme alle sorelle Maria del Pilar ed Eulalia al Sacré-Coeur, scuola cattolica gestita da suore. Maria ricevette la prima comunione a Roma da papa Pio IX.
Nel 1874 il fratello di Maria de la Paz, re Alfonso XII, venne restaurato al trono al posto della madre Isabella II; tre anni più tardi Paz ritornò in Spagna con le sorelle Pilar ed Eulalia. Visse inizialmente all'Escorial con la madre, ma in seguito si trasferirono all'Alcázar di Siviglia; quando l'ex regina prese la propria residenza stabile a Parigi, le infante andarono a vivere nel Palazzo Reale di Madrid assieme al fratello Alfonso XII. L'educazione e le cure delle tre giovani principesse vennero affidate alla sorella più grande, l'infanta Isabella. Paz era particolarmente affezionata a Maria del Pilar, che aveva solo un anno più di lei; nel 1879 l'infanta Pilar, di costituzione delicata, morì improvvisamente mentre le sorelle si trovavano nella cittadina di Eskoriatza e Maria de la Paz, all'epoca diciassettenne, fu molto provata dall'evento luttuoso.
Dei cinque figli della regina Isabella che sopravvissero fino all'età adulta, Maria de la Paz era quella che somigliava maggiormente alla madre; essa era infatti bassa e scialba, con un piccolo naso all'insù ed uno sguardo birichino nei suoi piccoli occhi. A differenza delle sorelle Isabella ed Eulalia, Paz non aveva una forte personalità: era semplice, amichevole ed accomodante; romantica e dal temperamento artistico, essa amava scrivere poemi ed era anche una pittrice dotata. Da bambina studiò la storia della Spagna, conservando questo interesse; più avanti negli anni scrisse degli articoli che vennero pubblicati sul quotidiano ABC. Era inoltre una musicista: suonava l'arpa e le piacevano le romanze di Tosti, come pure le opere di Verdi e di Gounod. Era inoltre una cattolica devota.

### Matrimonio

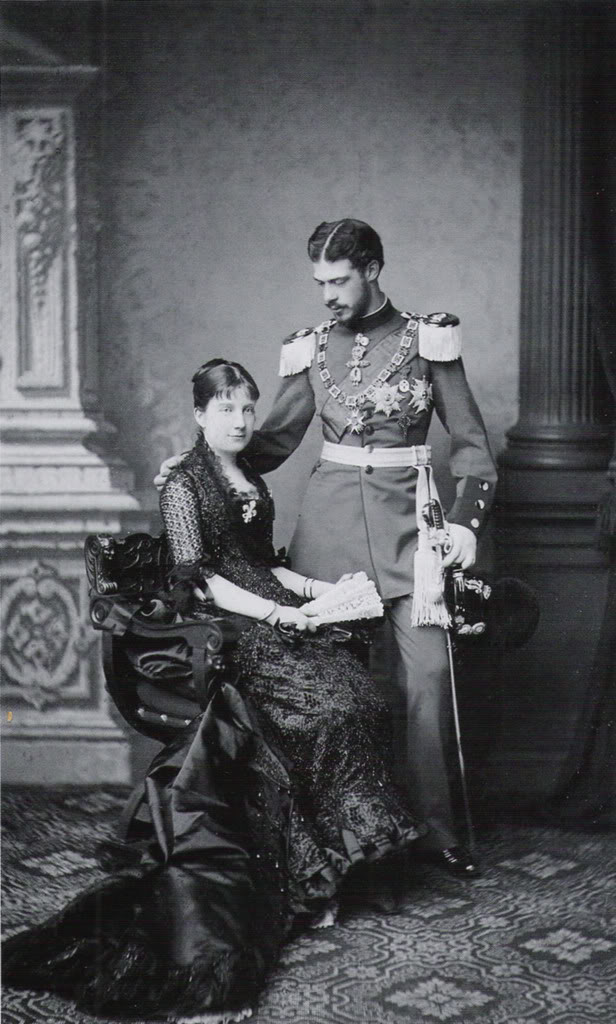
Foto del fidanzamento dell'infanta Maria de la Paz e del principe Ludovico Ferdinando di Baviera

Nella primavera del 1880 erano stati già presi degli accordi per sposare l'infanta Paz con il primo cugino, il principe Ludovico Ferdinando di Baviera. La madre di Ludovico Ferdinando era l'infanta Amalia Filippina, sorella del padre di Maria de la Paz, Francesco d'Assisi, nonché prima cugina della regina Isabella II. Amalia Filippina desiderava far sposare il figlio a Maria de la Paz, sua figlioccia e, con questo progetto in mente, scrisse al fratello e alla cognata, che acconsentirono al progetto matrimoniale.
Alfonso XII, che per un breve periodo aveva studiato a Monaco con il cugino, invitò Ludovico Ferdinando a Madrid per conoscere la futura sposa. Domenica 5 giugno 1880 Paz scrisse nel suo diario: «Zia Amalia di Baviera (vedova del principe Adalberto) è a Parigi con i suoi figli Ludovico e Alfonso e la figlia maggiore Isabella. Ludovico è impaziente di conoscermi, perché gli piacque il mio ritratto. Mio fratello li ha invitati tutti a venire a Madrid. I due fratelli arriveranno in autunno. Ho sentito molte cose belle su Ludovico. Dicono che è serio e gentile. Probabilmente egli pensa che io sia più bella di quello che sono realmente a causa del ritratto. Lascio ogni caso nelle mani di Dio...»
Quando nell'autunno del 1880 l'infanta Paz incontrò finalmente Ludovico Ferdinando, lo trovò poco attraente e non avrebbe voluto sposarlo; Paz respinse l'idea del matrimonio prospettatole, ma il fidanzato non abbandonò le sue intenzioni. Due anni più tardi, in assenza di altre prospettive matrimoniali, l'infanta accettò la proposta del cugino e, nel gennaio 1883, Ludovico Ferdinando tornò in Spagna per chiedere la mano di Maria de la Paz; egli fece la sua dichiarazione mentre stavano passeggiando assieme nei giardini della Casa de Campo, un quartiere di Madrid, il 22 gennaio 1883. Il matrimonio venne celebrato nella cappella del Palazzo Reale di Madrid il 2 aprile dello stesso anno; Paz mantenne i suoi diritti di successione alla corona spagnola e ricevette un'annualità di 150 000 peseta.

### Figli
Il matrimonio dell'infanta Paz e del principe Ludovico Ferdinando si rivelò lungo e felice. Essi ebbero tre figli:
- Ferdinando (1884-1958); nacque a Madrid e vi si stabilì permanentemente nel 1905; sposò la cugina Maria Teresa di Borbone-Spagna, figlia di re Alfonso XII, motivo per il quale ricevette il titolo di Infante di Spagna;
- Adalberto (1886-1970); era uno storico e un diplomatico; sposò la contessa Augusta di Seefried da cui ebbe due figli;
- Pilar (1891-1987), morì nubile.

Il maggiore, Ferdinando, seguì la tradizione dei matrimoni ispano-bavaresi e visse per il resto della sua vita in Spagna. I due figli più piccoli ereditarono gli interessi artistici e letterari della madre: il principe Adalberto era uno scrittore ed uno storico, mentre la principessa Pilar era una pittrice e scrisse un libro sul regno del cugino Alfonso XIII. Da quando il figlio maggiore si stabilì in Spagna, Paz fece frequenti viaggi nella sua terra natia per visitare i nipoti spagnoli.

### Principessa di Baviera

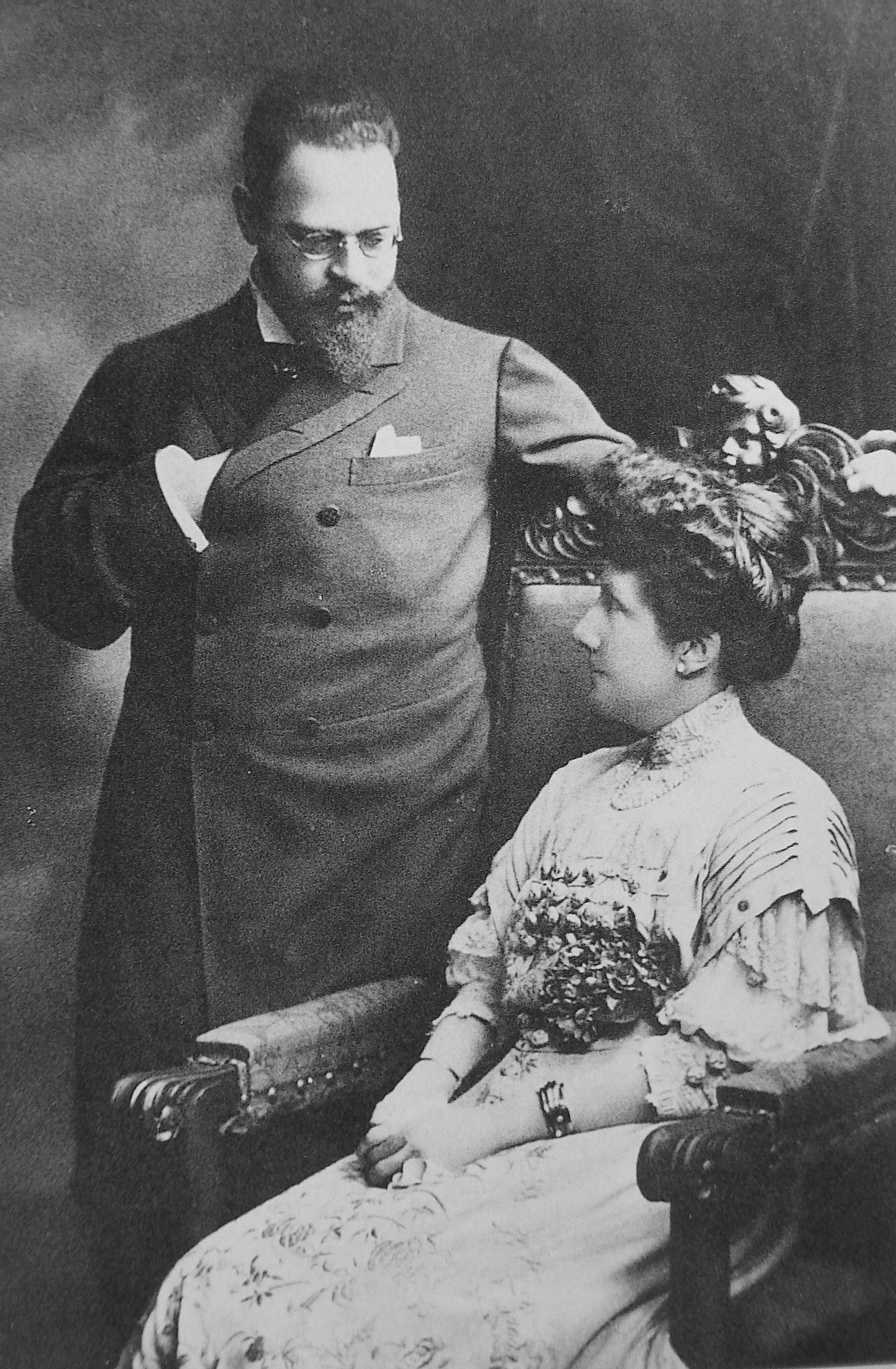
L'infanta Paz ed il marito

Sulla via per Monaco, Maria de la Paz ed il marito si fermarono a Parigi e fecero visita al padre di lei, Francesco de Asís, che si trovava in esilio ad Épinay. In Baviera la coppia si stabilì al castello di Nymphenburg, fuori Monaco; il principe Ludovico Ferdinando non solo era un cugino di re Ludovico II, ma aveva con lui buoni rapporti ed era impegnato in alcuni affari finanziari del sovrano.
A Monaco Paz incontrò Ludovico II, con il quale conversava in francese, ricevendo una calda accoglienza. La loro amicizia ebbe però vita breve, perché il re venne ben presto deposto e morì in circostanze misteriose nel 1886. Gli succedette al trono il suo unico fratello, Ottone, che realmente non governò mai come re, dal momento che era stato dichiarato malato di mente nel 1875; lo zio di Ottone, il principe Luitpold di Baviera, assunse la carica di principe reggente. Durante i festeggiamenti per il suo arrivo alla corte bavarese, Maria de la Paz incontrò il principe Luitpold, del quale aveva già incontrato in Spagna due figli, Arnolfo e Leopoldo; il secondo aveva sposato l'arciduchessa Gisella d'Asburgo-Lorena, figlia dell'imperatore Francesco Giuseppe I d'Austria, ed ella divenne una buona amica di Paz. Paz era imparentata con il figlio maggiore di Luitpold, il principe Ludovico, che divenne re di Baviera nel 1913 assumendo il nome di Ludovico III; sua moglie, Maria Teresa Enrichetta d'Asburgo-Este, era infatti sorellastra per parte di madre della regina Maria Cristina di Spagna, nata arciduchessa d'Asburgo-Teschen, che era cognata di Maria de la Paz per averne sposato il fratello Alfonso XII. Paz aveva inoltre amici tra i membri del ramo ducale della Casata di Wittelsbach.
Il marito di Paz, il principe Ludovico Ferdinando, era un grande amante della musica: infatti suonava il violino nell'orchestra regia di Monaco. Dopo aver intrapreso la carriera militare ed averne raggiunto i livelli più alti, il principe si dedicò alla pratica della medicina, che studiò all'Università di Monaco. Egli cercava di evitare gli intrighi di palazzo, dal momento che non amava la vita di corte; la coppia preferiva infatti vivere tranquillamente con i loro tre figli al castello di Nymphenburg. Ludovico Ferdinando e Maria de la Paz si circondarono di artisti spagnoli in visita in Baviera, tra cui il compositore Tomás Bretón, il violinista Pablo de Sarasate ed i pittori Rosales e Moreno Carbonero.

### Vita in Baviera
A Monaco, Paz dedicò gran parte del suo tempo a lavori caritatevoli. Fece ampliare un asilo per bambini poveri a Neuhausen, vicino a Nymphenburg, chiamato Marien-Ludwig-Ferdinand; nel 1913 fondò a Monaco una scuola all'interno dei terreni del castello, che arrivò ad accogliere trentotto studenti provenienti da varie province della Spagna, ma l'istituto venne chiuso nel 1918 con la rivoluzione che portò alla fine della monarchia bavarese. L'infanta era inoltre impegnata nell'organizzazione dell'annuale mostra artistica che si teneva al Glaspalast, fino alla sua distruzione in un incendio avvenuta nel 1931. La sua casa era sempre meta delle visite di scrittori ed artisti, come i già citati Sarasate e Bretón, ma anche Richard Strauss, il pittore Franz von Lenbach ed il premio Nobel per la letteratura Paul Heyse, tra gli altri.
Dalla Baviera Maria de la Paz seguiva la vita della sua famiglia d'origine grazie alle lettere che scambiava con la sorella Isabella. L'unico fratello maschio di Paz, re Alfonso XII, morì giovane nel 1886; l'infanta mantenne però uno stretto rapporto con la cognata, ormai vedova, Maria Cristina, divenuta reggente di Spagna. Anche il nuovo re Alfonso XIII era molto affezionato alla zia Paz; i legami di Maria de la Paz con la sua terra natia furono ulteriormente rinforzati dal matrimonio del figlio Ferdinando con la cugina Maria Teresa. Nel 1905 Alfonso XIII visitò la zia durante il suo viaggio per le corti europee in cerca di una moglie; l'anno seguente Paz e la sua famiglia si recarono a Madrid e rappresentarono la Baviera al matrimonio del re con Vittoria Eugenia di Battenberg. Come regalo di nozze alla sposa, l'infanta Paz donò una corona in oro trovata nel fiume Darro, appartenuta in precedenza ad Isabella II.
Nel 1914 l'infanta Paz fece un viaggio in automobile fino a Salamanca, León, Oviedo, Covadonga e la costa cantabrica, accompagna dal Marchese de la Vega di Anzo, dalla sorella Isabella e dalla figlia Pilar. Allo scoppio della prima guerra mondiale, nell'agosto di quell'anno, essa si trovava a Nymphenburg; il figlio Adalberto, capitano di artiglieria, si unì all'esercito tedesco. In questo periodo la sorella Eulalia fu una frequente ospite di Paz e le diede un grande aiuto nel lenire le grandi devastazioni prodotte dalla guerra.

### Ultimi anni
Alla fine della guerra, con la caduta della monarchia bavarese, all'infanta Paz e alla sua famiglia venne consentito di continuare a vivere a Nymphenburg; la fortuna della famiglia si ridusse notevolmente, ma d'altronde Maria de la Paz manteneva ancora l'appannaggio di membro della famiglia reale spagnola. Continuò a fare visite sporadiche in Spagna; quando si trovava a Madrid soggiornava presso il palazzo reale. Paz possedeva inoltre una tenuta rurale a Cuenca che aveva ereditato dalla nonna Maria Cristina; essa era anche proprietaria della casa dei Duchi di Riánsares, a Tarancón, dove era solita trascorrere lunghi periodi godendo del paesaggio dei campi aridi della Mancia. Comprò inoltre nei pressi una tenuta chiamata Saelices, che il marito trasformò in un'azienda agricola modello; anni dopo venne acquistata dal torero Luis Miguel Dominguín. Nell'ottobre 1928 Paz si recò nella piccola cittadina di Santillana del Mar, che aveva visitato in precedenza nel 1881, ed il consiglio cittadino le donò una casa dove trascorrere le vacanze estive.
Paz, il cui nome significa Pace in spagnolo, onorò il suo nome militando per il pacifismo; partecipò ai congressi pacifisti del 1921 a Parigi, del 1923 a Friburgo, del 1924 a Londra, del 1926 in Lussemburgo e del 1926 a Bierville, in Francia.
A seguito della detronizzazione del nipote Alfonso XIII nel 1931, Maria de la Paz perse le sue entrate dalla Spagna; la sua vita in Germania subì ulteriori ristrettezze con l'avvento al potere di Hitler nel gennaio 1933. A differenza del ramo principale della famiglia reale bavarese, il ramo albertino – cui apparteneva la famiglia dell'Infanta – non era dichiaratamente contrario al regime nazista. Il figlio di Maria de la Paz, Adalberto, unitamente ai figli Costantino ed Alessandro, servì nell'esercito durante la seconda guerra mondiale, fino a quando ne vennero espulsi nel momento in cui Hitler si rivoltò contro i principi tedeschi. Gli ufficiali della Gestapo perquisirono la sua casa e le sue lettere con i corrispondenti spagnoli venivano aperte e lette prima di essere spedite.
Nel 1945 le truppe americane entrarono a Monaco; alcuni soldati saccheggiarono la casa dell'infanta, rubandole alcuni gioielli che aveva ereditato dalla madre, che in seguito si rivelarono essere falsi.
Nel 1946 Maria de la Paz cadde accidentalmente dalle scale e morì alcune ore più tardi. Venne sepolta nella cripta reale della chiesa di San Michele a Monaco. Il marito le sopravvisse per tre anni.

## Scrittrice
L'infanta Paz scrisse i seguenti libri:
- Cuatro revoluciones e intemedios: Setenta años de mi vida. Memorias de la Infanta Paz, Espasa-Calpe, Madrid, 1935;[18] pubblicato in inglese con il titolo Through Four Revolutions: 1862-1933.
- Aus meine Leben: Erinnereungen von Prinzessin Ludwig Ferdinand von Bayern, Georg Muller, Monaco di Baviera, 1917;[18]
- De mi vida. Impresiones, Madrid, 1909; De mi vida. Impresiones, Salamanca, 1911;
- Buscando las huellas de Don Quijote, Friburgo, 1905;[18]
- Emmanuela Theresa von Orden St. Clara, tochter des Kurfürsten Max Emanuel von Bayern 1696-1750, Monaco di Baviera, 1902; pubblicato in tedesco e francese;[18]
- Poesías, Friburgo, 1904;
- Roma eterna, Monaco di Baviera, 1922.[18]

Ella tradusse inoltre dal tedesco allo spagnolo i libri storici scritti dal figlio Adalberto. Il diario personale di Maria de la Paz venne rivisto dal figlio che, prendendo alcuni passaggi originali ed integrandoli con estratti della sua corrispondenza con i famigliari, pubblicò un libro dal titolo Through Four Revolutions: 1862-1933.

## Antenati
|                                       |                    |                                  | Genitori                        |  |  | Nonni |  |  | Bisnonni           |  |  | Trisnonni           |  |
|                                       |                    |                                  |                                 |  |  |       |  |  | Carlo IV di Spagna |  |  | Carlo III di Spagna |  |
|                                       |                    |                                  |                                 |  |  |       |  |  | Carlo IV di Spagna |  |  | Carlo III di Spagna |  |
|                                       |                    | Maria Amalia di Sassonia         |                                 |  |  |       |  |  | Carlo IV di Spagna |  |  |                     |  |
| Francesco di Paola di Borbone-Spagna  |                    |                                  |                                 |  |  |       |  |  | Carlo IV di Spagna |  |  |                     |  |
|                                       |                    | Maria Luisa di Borbone-Parma     | Filippo I di Parma              |  |  |       |  |  |                    |  |  |                     |  |
|                                       |                    | Maria Luisa di Borbone-Parma     | Filippo I di Parma              |  |  |       |  |  |                    |  |  |                     |  |
|                                       |                    | Maria Luisa di Borbone-Parma     | Elisabetta di Borbone-Francia   |  |  |       |  |  |                    |  |  |                     |  |
| Francesco d'Assisi di Borbone-Spagna  |                    | Maria Luisa di Borbone-Parma     |                                 |  |  |       |  |  |                    |  |  |                     |  |
|                                       |                    | Francesco I delle Due Sicilie    | Ferdinando I delle Due Sicilie  |  |  |       |  |  |                    |  |  |                     |  |
|                                       |                    | Francesco I delle Due Sicilie    | Ferdinando I delle Due Sicilie  |  |  |       |  |  |                    |  |  |                     |  |
|                                       |                    | Francesco I delle Due Sicilie    | Maria Carolina d'Asburgo-Lorena |  |  |       |  |  |                    |  |  |                     |  |
| Luisa Carlotta di Borbone-Due Sicilie |                    | Francesco I delle Due Sicilie    |                                 |  |  |       |  |  |                    |  |  |                     |  |
|                                       |                    | Maria Isabella di Borbone-Spagna | Carlo IV di Spagna              |  |  |       |  |  |                    |  |  |                     |  |
|                                       |                    | Maria Isabella di Borbone-Spagna | Carlo IV di Spagna              |  |  |       |  |  |                    |  |  |                     |  |
|                                       |                    | Maria Isabella di Borbone-Spagna | Maria Luisa di Borbone-Parma    |  |  |       |  |  |                    |  |  |                     |  |
| Maria de la Paz di Borbone-Spagna     |                    | Maria Isabella di Borbone-Spagna |                                 |  |  |       |  |  |                    |  |  |                     |  |
|                                       | Carlo IV di Spagna | Carlo III di Spagna              |                                 |  |  |       |  |  |                    |  |  |                     |  |
|                                       | Carlo IV di Spagna | Carlo III di Spagna              |                                 |  |  |       |  |  |                    |  |  |                     |  |
|                                       | Carlo IV di Spagna | Maria Amalia di Sassonia         |                                 |  |  |       |  |  |                    |  |  |                     |  |
| Ferdinando VII di Spagna              | Carlo IV di Spagna |                                  |                                 |  |  |       |  |  |                    |  |  |                     |  |
|                                       |                    | Maria Luisa di Borbone-Parma     | Filippo I di Parma              |  |  |       |  |  |                    |  |  |                     |  |
|                                       |                    | Maria Luisa di Borbone-Parma     | Filippo I di Parma              |  |  |       |  |  |                    |  |  |                     |  |
|                                       |                    | Maria Luisa di Borbone-Parma     | Elisabetta di Borbone-Francia   |  |  |       |  |  |                    |  |  |                     |  |
| Isabella II di Spagna                 |                    | Maria Luisa di Borbone-Parma     |                                 |  |  |       |  |  |                    |  |  |                     |  |
|                                       |                    | Francesco I delle Due Sicilie    | Ferdinando I delle Due Sicilie  |  |  |       |  |  |                    |  |  |                     |  |
|                                       |                    | Francesco I delle Due Sicilie    | Ferdinando I delle Due Sicilie  |  |  |       |  |  |                    |  |  |                     |  |
|                                       |                    | Francesco I delle Due Sicilie    | Maria Carolina d'Asburgo-Lorena |  |  |       |  |  |                    |  |  |                     |  |
| Maria Cristina di Borbone-Due Sicilie |                    | Francesco I delle Due Sicilie    |                                 |  |  |       |  |  |                    |  |  |                     |  |
|                                       |                    | Maria Isabella di Borbone-Spagna | Carlo IV di Spagna              |  |  |       |  |  |                    |  |  |                     |  |
|                                       |                    | Maria Isabella di Borbone-Spagna | Carlo IV di Spagna              |  |  |       |  |  |                    |  |  |                     |  |
|                                       |                    | Maria Isabella di Borbone-Spagna | Maria Luisa di Borbone-Parma    |  |  |       |  |  |                    |  |  |                     |  |
|                                       |                    | Maria Isabella di Borbone-Spagna |                                 |  |  |       |  |  |                    |  |  |                     |  |